# علمی-تخیلی سخت

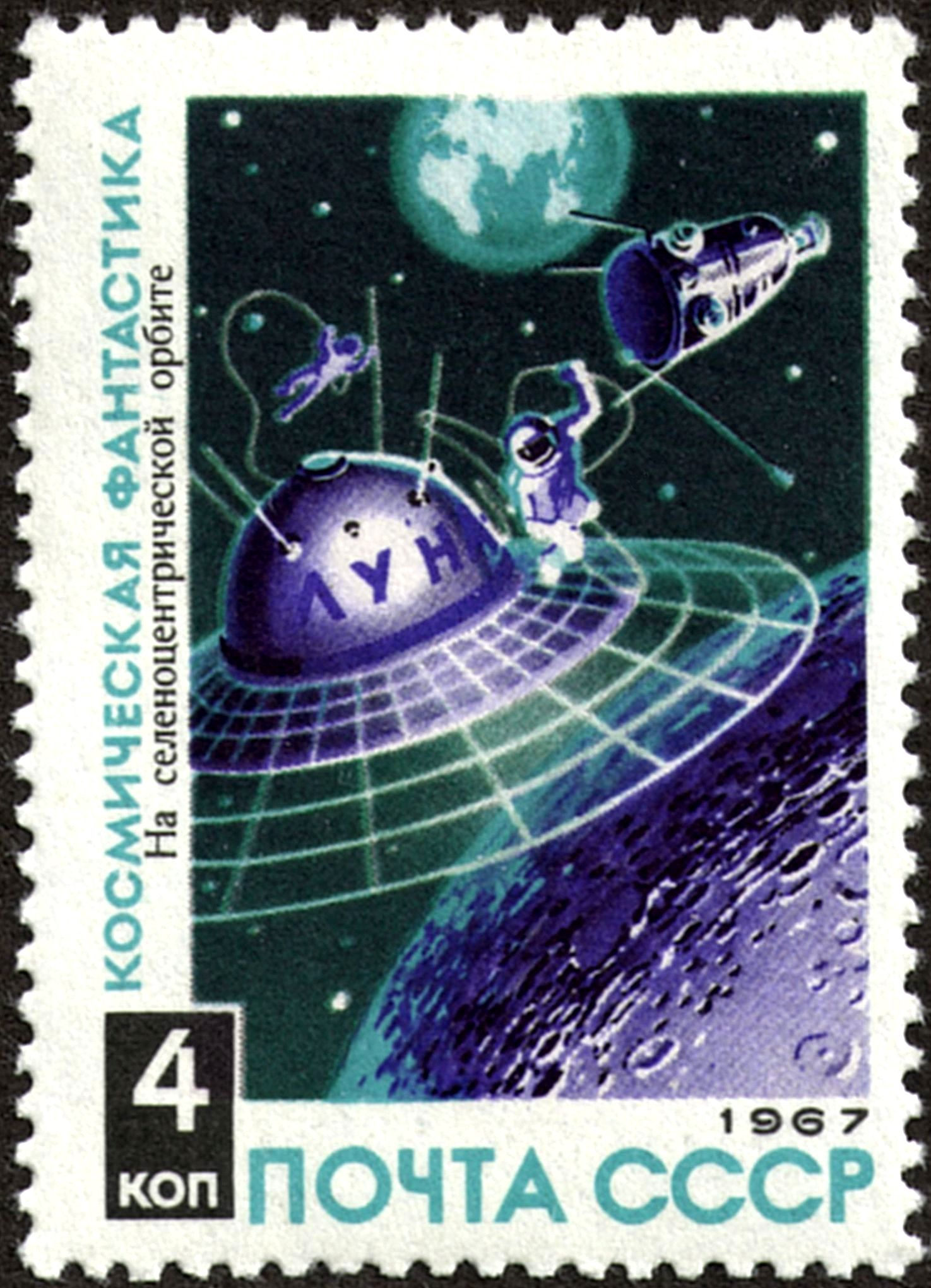
«در مدار سلنوسنتریک».
تمبر اتحاد جماهیر شوروی ۱۹۶۷

علمی-تخیلی سخت یکی از زیرگونه‌های ژانر علمی-تخیلی در ادبیات و سینما است، که خصیصهٔ مهم آن پرداختن زیاد به مبانی علمی و اصول فنی و مهندسی است و در بطن داستان، بیشتر به ذکر خصوصیات علمی می‌پردازد. گاه به همین دلیل داستان از خط روایتی جالبی پیروی نمی‌کند و انسان‌های تصویر شده در آن، تنها شخصیت‌هایی برای تأکید روی ویژگی‌های مهندسی هستند.
از مشهورترین نویسندگان سبک علمی-تخیلی سخت می‌توان به رابرت آنسون هاین‌لاین و استانیسواو لم اشاره کرد. پدر علمی-تخیلی سخت، تام گودوین است.

## نویسندگاه مشهور
برخی نویسندگانی که آثاری در این سبک دارند عبارت‌اند از:
- آیزاک آسیموف
- جان بارنز
- گرگ بیر
- دیوید برین
- سی. جی. شری
- آرتور سی. کلارک
- هل کلمنت
- مایکل کرایتون
- مایکل فلین
- تام گودوین - پدر این سبک
- رابرت آنسون هاین‌لاین
- جیمز پی. هوگان
- فرد هویل
- نانسی کرس
- استانیسلاو لم
- ماروین مینسکی
- لری نیون
- کیم استانلی رابینسون
- کارل ساگان
- الن استیل
- بوریس و آرکادی استروگاسکی
- هربرت جرج ولز
- ژول ورن